# Prima Divisione Lombardia 1951-1952
La Prima Divisione fu il massimo campionato regionale di calcio disputato in Lombardia nella stagione 1951-1952.
Avendo deciso la FIGC con il Lodo Barassi una radicale riforma dei campionati minori per la stagione successiva, questa edizione si differenziò dalle precedenti in quanto non mise in palio posti per il campionato interregionale, ma fu finalizzata a qualificare le società partecipanti: le migliori avrebbero avuto accesso al nuovo Campionato Regionale (detto di Promozione), mentre le altre squadre non ammesse sarebbero rimaste iscritte al declassato campionato di Prima Divisione.
Per quanto riguarda la Lombardia fu garantito l'accesso al nuovo campionato regionale alle prime tre di ogni raggruppamento, come anche ad alcune delle migliori quarte a seconda del numero di retrocesse locali dalla Promozione della Lega Interregionale Nord.

## Girone A

### Squadre partecipanti
| Squadra                               | Città (provincia)         | Stagione precedente |
| ------------------------------------- | ------------------------- | ------------------- |
| U.S. Adrense                          | Adro (BS)                 |                     |
| S.S. Angelo Antonini                  | Sarezzo (BS)              |                     |
| U.S. Aurora Travagliato               | Travagliato (BS)          |                     |
| U.S. Bedizzolese "Gian Pietro Siboni" | Bedizzole (BS)            |                     |
| C.S. Castrezzato                      | Castrezzato (BS)          |                     |
| U.S. Cologne                          | Cologne Bresciano (BS)    |                     |
| U.S. Darfense                         | Darfo Boario Terme (BS)   |                     |
| U.S. Desenzano                        | Desenzano del Garda (BS)  |                     |
| A.C. Falck Vobarno                    | Vobarno (BS)              |                     |
| A.C. Lumezzane                        | Lumezzane (BS)            |                     |
| A.C. Mario Rigamonti                  | Capriolo (BS)             |                     |
| A.C. Ospitaletto                      | Ospitaletto (BS)          |                     |
| U.S. Rovatese                         | Rovato (BS)               |                     |
| A.C. Toscolano Maderno                | Toscolano Maderno (BS)    |                     |
| A.C. Villa Carcina                    | Villa Carcina (BS)        |                     |
| U.S. Villanovese                      | Villanuova sul Clisi (BS) |                     |

### Classifica finale
|  | Pos. | Squadra            | Pt | G  | V  | N | P  | GF | GS | DR  |
|  | ---- | ------------------ | -- | -- | -- | - | -- | -- | -- | --- |
|  | 1.   | Villanovese        | 47 | 30 | 20 | 7 | 3  | 62 | 29 | +33 |
|  | 2.   | Angelo Antonini    | 45 | 30 | 20 | 5 | 5  | 64 | 27 | +37 |
|  | 3.   | Falck Vobarno      | 42 | 30 | 18 | 6 | 6  | 74 | 30 | +44 |
|  | 3.   | Lumezzane          | 42 | 30 | 17 | 8 | 5  | 52 | 31 | +21 |
|  | 5.   | Villa Carcina      | 35 | 30 | 15 | 5 | 10 | 61 | 43 | +18 |
|  | 5.   | Toscolano Maderno  | 35 | 30 | 16 | 3 | 11 | 62 | 54 | +8  |
|  | 7.   | Adrense            | 29 | 30 | 10 | 9 | 11 | 46 | 53 | -7  |
|  | 8.   | Desenzano          | 27 | 30 | 9  | 9 | 12 | 40 | 47 | -7  |
|  | 9.   | Rovatese           | 26 | 30 | 9  | 8 | 13 | 46 | 58 | -12 |
|  | 9.   | Aurora Travagliato | 26 | 30 | 11 | 4 | 15 | 48 | 61 | -13 |
|  | 11.  | Darfense           | 23 | 30 | 11 | 1 | 18 | 41 | 49 | -8  |
|  | 12.  | Bedizzolese (-1)   | 22 | 30 | 8  | 7 | 15 | 47 | 64 | -17 |
|  | 12.  | Castrezzato        | 22 | 30 | 9  | 4 | 17 | 43 | 58 | -15 |
|  | 14.  | Cologne            | 20 | 30 | 9  | 2 | 19 | 38 | 64 | -26 |
|  | 15.  | Mario Rigamonti    | 19 | 30 | 6  | 7 | 17 | 45 | 83 | -38 |
|  | 16.  | Ospitaletto        | 17 | 30 | 6  | 5 | 19 | 47 | 69 | -22 |

Legenda:
      Ammesso alle finali per il titolo regionale.
  Ammesso alla nuova Promozione Regionale.
      Retrocesso in Seconda Divisione.
Regolamento:
Due punti a vittoria, uno a pareggio, zero a sconfitta.
Pari merito in caso di pari punti.
Note:
Bedizzolese ha scontato un punto di penalizzazione in classifica per una rinuncia.
Differenza di quattro gol nel computo totale reti fatte/subite (816/820).

## Girone B

### Squadre partecipanti
| Squadra                  | Città (provincia)                | Stagione precedente |
| ------------------------ | -------------------------------- | ------------------- |
| F.C. Alzano              | Alzano Lombardo (BG)             |                     |
| U.S. Ardens              | Bergamo                          |                     |
| U.S. Clusone             | Clusone (BG)                     |                     |
| C.S. Falco               | Albino (BG)                      |                     |
| U.S. Fiorano             | Fiorano al Serio (BG)            |                     |
| U.S. Gandinese           | Gandino (BG)                     |                     |
| U.S. Gazzaniga           | Gazzaniga (BG)                   |                     |
| A.S. Leffe               | Leffe (BG)                       |                     |
| U.S. Nossese             | Ponte Nossa (BG)                 |                     |
| S.S. San Pellegrino      | San Pellegrino Terme (BG)        |                     |
| U.S. Trescore Terme      | Terme di Trescore Balneario (BG) |                     |
| G.S. Vertovese           | Vertova (BG)                     |                     |
| U.S. M.F.R. Villa d'Ogna | Villa d'Ogna (BG)                |                     |
| U.S. CSI Virescit        | Bergamo-Oratorio Boccaleone      |                     |
| U.S. Zognese             | Zogno (BG)                       |                     |

### Classifica finale
|  | Pos. | Squadra             | Pt | G  | V  | N | P  | GF | GS | DR  |
|  | ---- | ------------------- | -- | -- | -- | - | -- | -- | -- | --- |
|  | 1.   | Nossese             | 44 | 28 | 20 | 4 | 4  | 83 | 24 | +59 |
|  | 2.   | Gandinese           | 40 | 28 | 17 | 6 | 5  | 55 | 23 | +32 |
|  | 3.   | Fiorano             | 38 | 28 | 15 | 8 | 5  | 73 | 38 | +35 |
|  | 3.   | Trescore Terme      | 38 | 28 | 16 | 6 | 6  | 55 | 49 | +6  |
|  | 5.   | Falco               | 34 | 28 | 14 | 6 | 8  | 48 | 32 | +16 |
|  | 6.   | Virescit            | 32 | 28 | 13 | 6 | 9  | 48 | 43 | +5  |
|  | 6.   | Clusone             | 31 | 28 | 13 | 5 | 10 | 49 | 46 | +3  |
|  | 8.   | Leffe               | 27 | 28 | 11 | 5 | 12 | 42 | 36 | +6  |
|  | 9.   | Gazzaniga           | 23 | 28 | 8  | 7 | 13 | 29 | 36 | -7  |
|  | 10.  | Alzano              | 22 | 28 | 8  | 6 | 14 | 42 | 52 | -10 |
|  | 10.  | Vertovese           | 22 | 28 | 8  | 6 | 14 | 35 | 52 | -17 |
|  | 12.  | Zognese             | 20 | 28 | 7  | 6 | 15 | 31 | 58 | -27 |
|  | 13.  | San Pellegrino      | 17 | 28 | 5  | 7 | 16 | 24 | 60 | -36 |
|  | 14.  | Ardens              | 16 | 28 | 5  | 6 | 17 | 32 | 62 | -30 |
|  | 15.  | M.F.R. Villa d'Ogna | 16 | 28 | 5  | 6 | 17 | 28 | 63 | -35 |

Legenda:
      Ammesso alle finali per il titolo regionale.
  Ammesso alla nuova Promozione Regionale.
      Retrocesso in Seconda Divisione.
Regolamento:
Due punti a vittoria, uno a pareggio, zero a sconfitta.
Pari merito in caso di pari punti.
Note:
Falco ammesso alla nuova Promozione Regionale a completamento degli organici.

### Spareggio salvezza
|        | Risultati |                     | Luogo e data          |
| ------ | --------- | ------------------- | --------------------- |
| Ardens | 2 - 0     | M.F.R. Villa d'Ogna | Albino, 8 giugno 1952 |
|        |           |                     |                       |

## Girone C

### Squadre partecipanti
| Squadra               | Città (provincia)          | Stagione precedente |
| --------------------- | -------------------------- | ------------------- |
| U.S. Asperiam         | Spirano (BG)               |                     |
| U.S.C. Bergamasca     | Bergamo                    |                     |
| A.C. Cassano d'Adda   | Cassano d'Adda (MI)        |                     |
| F.B.C. Chiari         | Chiari (BS)                |                     |
| A.S. Constantes       | Cernusco sul Naviglio (MI) |                     |
| U.S. Colognese        | Cologno al Serio (BG)      |                     |
| A.S. Erminio Giana    | Gorgonzola (MI)            |                     |
| S.S. Farese           | Fara Gera d'Adda (BG)      |                     |
| U.S. Forza e Costanza | Martinengo (BG)            |                     |
| S.S. Fulgor Canonica  | Canonica d'Adda (BG)       |                     |
| A.C. Gessate          | Gessate (MI)               |                     |
| A.C.L.I. Inzago       | Inzago (MI)                |                     |
| G.S. Pro Romano       | Romano di Lombardia (BG)   |                     |
| U.S. Stezzanese       | Stezzano (BG)              |                     |
| A.C.O. Verdellese     | Verdello (BG)              |                     |

### Classifica finale
|  | Pos. | Squadra          | Pt | G  | V  | N | P  | GF | GS | DR  |
|  | ---- | ---------------- | -- | -- | -- | - | -- | -- | -- | --- |
|  | 1.   | Constantes       | 44 | 28 | 20 | 4 | 4  | 69 | 30 | +39 |
|  | 2.   | Pro Romano       | 38 | 28 | 17 | 4 | 7  | 73 | 45 | +28 |
|  | 3.   | Forza e Costanza | 35 | 28 | 14 | 7 | 7  | 58 | 41 | +17 |
|  | 3.   | Erminio Giana    | 33 | 28 | 14 | 5 | 9  | 48 | 48 | 0   |
|  | 5.   | Chiari           | 31 | 28 | 13 | 5 | 10 | 58 | 51 | +7  |
|  | 6.   | Cassano d'Adda   | 30 | 28 | 13 | 4 | 11 | 42 | 41 | +1  |
|  | 6.   | Farese           | 30 | 28 | 12 | 6 | 10 | 58 | 41 | +17 |
|  | 8.   | Asperiam         | 28 | 28 | 12 | 4 | 12 | 48 | 45 | +3  |
|  | 8.   | Verdellese       | 28 | 28 | 10 | 8 | 10 | 44 | 39 | +5  |
|  | 9.   | Fulgor Canonica  | 26 | 28 | 11 | 4 | 13 | 42 | 55 | -13 |
|  | 11.  | Stezzanese       | 24 | 28 | 9  | 6 | 13 | 47 | 45 | +2  |
|  | 12.  | Inzago           | 22 | 28 | 9  | 4 | 15 | 44 | 61 | -17 |
|  | 13.  | Colognese        | 20 | 28 | 6  | 8 | 14 | 41 | 62 | -21 |
|  | 13.  | Gessate          | 20 | 28 | 8  | 4 | 16 | 34 | 63 | -29 |
|  | 15.  | Bergamasca (-1)  | 10 | 28 | 3  | 5 | 20 | 23 | 62 | -39 |

Legenda:
      Ammesso alle finali per il titolo regionale.
  Ammesso alla nuova Promozione Regionale.
      Retrocesso in Seconda Divisione.
Regolamento:
Due punti a vittoria, uno a pareggio, zero a sconfitta.
Pari merito in caso di pari punti.
Note:
Bergamasca ha scontato un punto di penalizzazione in classifica per una rinuncia.

## Girone D

### Squadre partecipanti
| Squadra                | Città (provincia)       | Stagione precedente |
| ---------------------- | ----------------------- | ------------------- |
| U.S. Besanese          | Besana in Brianza (MI)  |                     |
| U.S. Chiavennese       | Chiavenna (SO)          |                     |
| S.S. Costamasnaga      | Costa Masnaga (CO)      |                     |
| U.S. Derviese          | Dervio (CO)             |                     |
| C.R.A.L. Falck Dongo   | Dongo (CO)              |                     |
| A.C. Imbel             | Ello (CO)               |                     |
| S.C. Legnone           | Colico (CO)             |                     |
| Menaggio Sporting Club | Menaggio (CO)           |                     |
| Missaglia Sportiva     | Missaglia (CO)          |                     |
| A.C. Molteno           | Molteno (CO)            |                     |
| U.S. Morbegnese        | Morbegno (SO)           |                     |
| G.S. Moto Guzzi        | Mandello del Lario (CO) |                     |
| A.S. Oggiono           | Oggiono (CO)            |                     |
| U.S. Olginatese        | Olginate (CO)           |                     |
| U.S. Tiranese          | Tirano (SO)             |                     |
| U.S. Vis Casatese      | Casatenovo (CO)         |                     |

### Classifica finale
|  | Pos. | Squadra           | Pt | G  | V  | N  | P  | GF | GS  | DR  |
|  | ---- | ----------------- | -- | -- | -- | -- | -- | -- | --- | --- |
|  | 1.   | Chiavennese       | 48 | 30 | 23 | 2  | 5  | 93 | 30  | +63 |
|  | 2.   | Vis Casatese      | 45 | 30 | 21 | 3  | 6  | 92 | 33  | +59 |
|  | 2.   | Besanese          | 45 | 30 | 20 | 5  | 5  | 93 | 40  | +53 |
|  | 4.   | Missaglia         | 42 | 30 | 18 | 6  | 6  | 83 | 46  | +37 |
|  | 5.   | Moto Guzzi        | 37 | 30 | 16 | 5  | 9  | 80 | 41  | +39 |
|  | 6.   | Oggiono           | 31 | 30 | 11 | 9  | 10 | 59 | 63  | -4  |
|  | 7.   | Derviese          | 30 | 30 | 10 | 10 | 10 | 41 | 42  | -1  |
|  | 8.   | Imbel             | 29 | 30 | 11 | 7  | 12 | 55 | 54  | +1  |
|  | 9.   | Costamasnaga (-1) | 27 | 30 | 11 | 6  | 13 | 54 | 54  | 0   |
|  | 9.   | Molteno           | 27 | 30 | 11 | 5  | 14 | 44 | 56  | -12 |
|  | 9.   | Legnone           | 27 | 30 | 11 | 5  | 14 | 49 | 67  | -18 |
|  | 12.  | Morbegnese        | 26 | 30 | 9  | 8  | 13 | 52 | 66  | -14 |
|  | 13.  | Tiranese          | 25 | 30 | 9  | 7  | 14 | 49 | 75  | -26 |
|  | 14.  | Falck Dongo       | 18 | 30 | 6  | 6  | 18 | 41 | 70  | -29 |
|  | 15.  | Menaggio          | 12 | 30 | 3  | 6  | 21 | 39 | 96  | -57 |
|  | 16.  | Olginatese        | 10 | 30 | 3  | 4  | 23 | 29 | 110 | -81 |

Legenda:
      Ammesso alle finali per il titolo regionale.
  Ammesso alla nuova Promozione Regionale.
      Retrocesso in Seconda Divisione.
  Non iscritto la stagione successiva.
Regolamento:
Due punti a vittoria, uno a pareggio, zero a sconfitta.
Pari merito in caso di pari punti.
Note:
Costamasnaga ha scontato 1 punto di penalizzazione in classifica per una rinuncia.
L'Olginatese non si iscriverà ai successivi campionati di Prima e Seconda Divisione 1952-1953.
Differenza di dieci gol nel computo totale reti fatte/subite (953/943).

## Girone E

### Squadre partecipanti
| Squadra               | Città (provincia)     | Stagione precedente |
| --------------------- | --------------------- | ------------------- |
| U.S. Agratese         | Agrate Brianza (MI)   |                     |
| A.C. Arcore & Falck   | Arcore (MI)           |                     |
| S.S. Audace Osnago    | Osnago (CO)           |                     |
| U.S. Aurora Desio     | Desio (MI)            |                     |
| A.C. Bernareggio      | Bernareggio (MI)      |                     |
| G.S. Brugherese       | Brugherio (MI)        |                     |
| U.S. Caratese         | Carate Brianza (MI)   |                     |
| Pol. Carugatese       | Carugate (MI)         |                     |
| A.S. Cologno Monzese  | Cologno Monzese (MI)  |                     |
| G.S. Concorezzese     | Concorezzo (MI)       |                     |
| A.S. Libertas Lissone | Lissone (MI)          |                     |
| A.S. Muggiò           | Muggiò (MI)           |                     |
| U.S. Novese           | Nova Milanese (MI)    |                     |
| S.S. Pro Macherio     | Macherio (MI)         |                     |
| A.S. Vedano           | Vedano al Lambro (MI) |                     |

### Classifica finale
|  | Pos. | Squadra          | Pt | G  | V | N | P | GF | GS | DR |
|  | ---- | ---------------- | -- | -- | - | - | - | -- | -- | -- |
|  | 1.   | Brugherese       | 41 | 28 |   |   |   |    |    |    |
|  | 2.   | Aurora Desio     | 40 | 28 |   |   |   |    |    |    |
|  | 3.   | Concorezzese     | 38 | 28 |   |   |   |    |    |    |
|  | 4.   | Pro Macherio     | 36 | 28 |   |   |   |    |    |    |
|  | 4.   | Bernareggio      | 36 | 28 |   |   |   |    |    |    |
|  | 6.   | Agratese         | 31 | 28 |   |   |   |    |    |    |
|  | 7.   | Caratese         | 28 | 28 |   |   |   |    |    |    |
|  | 7.   | Arcore & Falck   | 28 | 28 |   |   |   |    |    |    |
|  | 7.   | Audace Osnago    | 28 | 28 |   |   |   |    |    |    |
|  | 10.  | Libertas Lissone | 24 | 28 |   |   |   |    |    |    |
|  | 10.  | Cologno Monzese  | 24 | 28 |   |   |   |    |    |    |
|  | 12.  | Muggiò           | 22 | 28 |   |   |   |    |    |    |
|  | 13.  | Novese (-1)      | 19 | 28 |   |   |   |    |    |    |
|  | 14.  | Vedano           | 15 | 28 |   |   |   |    |    |    |
|  | 15.  | Carugatese       | 7  | 28 |   |   |   |    |    |    |

Legenda:
      Ammesso alle finali per il titolo regionale.
  Ammesso alla nuova Promozione Regionale.
      Retrocesso in Seconda Divisione.
Regolamento:
Due punti a vittoria, uno a pareggio, zero a sconfitta.
Pari merito in caso di pari punti.
Note:
Novese ha scontato 1 punto di penalizzazione in classifica per una rinuncia.
Mancano 2 punti dal computo totale.

## Girone F

### Squadre partecipanti
| Squadra              | Città (provincia)     | Stagione precedente |
| -------------------- | --------------------- | ------------------- |
| U.S. Ardisci e Spera | Cadorago (CO)         |                     |
| U.S. Bregnanese      | Bregnano (CO)         |                     |
| A.C. Cabiate         | Cabiate (CO)          |                     |
| G.C. Ceriano         | Ceriano Laghetto (MI) |                     |
| U.S. Cistellum       | Cislago (VA)          |                     |
| S.S. Dino Airoldi    | Origgio (VA)          |                     |
| U.S. Elio Zampiero   | Cadorago (CO)         |                     |
| S.C. Guanzate        | Guanzate (CO)         |                     |
| U.S. Itala           | Lurate Caccivio (CO)  |                     |
| U.S. Lomazzo         | Lomazzo (CO)          |                     |
| A.C. Maslianico      | Maslianico (CO)       |                     |
| A.S. Olgiatese       | Olgiate Comasco (CO)  |                     |
| S.C. Rovellasca      | Rovellasca (CO)       |                     |
| U.S. Salus et Virtus | Turate (CO)           |                     |
| U.S. Uboldese        | Uboldo (VA)           |                     |

### Classifica finale
|  | Pos. | Squadra            | Pt | G  | V  | N  | P  | GF | GS | DR  |
|  | ---- | ------------------ | -- | -- | -- | -- | -- | -- | -- | --- |
|  | 1.   | Olgiatese          | 50 | 28 | 24 | 2  | 2  | 67 | 20 | +47 |
|  | 2.   | Salus et Virtus    | 39 | 28 | 15 | 9  | 4  | 60 | 33 | +27 |
|  | 3.   | Uboldese           | 36 | 28 | 15 | 6  | 7  | 48 | 31 | +17 |
|  | 4.   | Cistellum          | 35 | 28 | 16 | 3  | 9  | 65 | 43 | +42 |
|  | 5.   | Guanzate           | 33 | 28 | 11 | 11 | 6  | 47 | 41 | +6  |
|  | 6.   | Itala              | 31 | 28 | 13 | 5  | 10 | 53 | 34 | +19 |
|  | 7.   | Cabiate            | 30 | 28 | 13 | 4  | 11 | 62 | 58 | -4  |
|  | 8.   | Rovellasca (-1)    | 28 | 28 | 11 | 7  | 10 | 56 | 51 | -5  |
|  | 9.   | Lomazzo            | 25 | 28 | 11 | 3  | 14 | 48 | 51 | -3  |
|  | 9.   | Maslianico         | 25 | 28 | 7  | 11 | 10 | 41 | 50 | -9  |
|  | 11.  | Dino Airoldi       | 20 | 28 | 6  | 8  | 14 | 34 | 53 | -19 |
|  | 12.  | Ardisci e Spera    | 19 | 28 | 6  | 7  | 15 | 39 | 61 | -22 |
|  | 12.  | Bregnanese (-1)    | 19 | 28 | 8  | 4  | 16 | 25 | 51 | -26 |
|  | 14.  | Ceriano            | 15 | 28 | 4  | 7  | 17 | 42 | 71 | -29 |
|  | 15.  | Elio Zampiero (-1) | 10 | 28 | 3  | 5  | 20 | 28 | 71 | -43 |

Legenda:
      Ammesso alle finali per il titolo regionale.
  Ammesso alla nuova Promozione Regionale.
      Retrocesso in Seconda Divisione.
Regolamento:
Due punti a vittoria, uno a pareggio, zero a sconfitta.
Pari merito in caso di pari punti.
Note:
Rovellasca, Bregnanese ed Elio Zampiero hanno scontato un punto di penalizzazione in classifica per una rinuncia.
Differenza di quattro gol nel computo totale reti fatte/subite (715/719).

## Girone G

### Squadre partecipanti
| Squadra                   | Città (provincia)         | Stagione precedente |
| ------------------------- | ------------------------- | ------------------- |
| U.S. Albizzatese          | Albizzate (VA)            |                     |
| Audace Sportiva Besnatese | Besnate (VA)              |                     |
| U.S. Belfortese           | Varese-Belforte           |                     |
| Amatori Calcio Besozzo    | Besozzo (VA)              |                     |
| A.C. Biumense             | Biumo Inferiore di Varese |                     |
| U.S. Cairatese            | Cairate (VA)              |                     |
| C.S.I. F.C. Cantello      | Cantello (VA)             |                     |
| A.S. Carnaghese           | Carnago (VA)              |                     |
| S.C. Castiglione Olona    | Castiglione Olona (VA)    |                     |
| A.P. Gaviratese           | Gavirate (VA)             |                     |
| A.C. Induno Sportiva      | Induno Olona (VA)         |                     |
| A.S. Isprese              | Ispra (VA)                |                     |
| U.S. Malnatese            | Malnate (VA)              |                     |
| A.S. Tainese              | Taino (VA)                |                     |
| U.S. Vedanese             | Vedano Olona (VA)         |                     |
| Virtus Tradate            | Tradate (VA)              |                     |

### Classifica finale
|  | Pos. | Squadra    | Pt | G  | V | N | P | GF | GS | DR |
|  | ---- | ---------- | -- | -- | - | - | - | -- | -- | -- |
|  | 1.   | Gaviratese | .. | 30 | . | . | . | .  | .  | .  |
|  | 2.   | ???        | .. | 30 | . | . | . | .  | .  | .  |
|  | 3.   | ???        | .. | 30 | . | . | . | .  | .  | .  |
|  | 4.   | ???        | .. | 30 | . | . | . | .  | .  | .  |
|  | 5.   | ???        | .. | 30 | . | . | . | .  | .  | .  |
|  | 6.   | ???        | .. | 30 | . | . | . | .  | .  | .  |
|  | 7.   | ???        | .. | 30 | . | . | . | .  | .  | .  |
|  | 8.   | ???        | .. | 30 | . | . | . | .  | .  | .  |
|  | 9.   | ???        | .. | 30 | . | . | . | .  | .  | .  |
|  | 10.  | ???        | .. | 30 | . | . | . | .  | .  | .  |
|  | 11.  | ???        | .. | 30 | . | . | . | .  | .  | .  |
|  | 12.  | ???        | .. | 30 | . | . | . | .  | .  | .  |
|  | 13.  | ???        | .. | 30 | . | . | . | .  | .  | .  |
|  | 14.  | ???        | .. | 30 | . | . | . | .  | .  | .  |
|  | 15.  | ???        | .. | 30 | . | . | . | .  | .  | .  |
|  | 16.  | ???        | .. | 30 | . | . | . | .  | .  | .  |

Legenda:
      Ammesso alle finali per il titolo regionale.
  Ammesso alla nuova Promozione Regionale.
      Retrocesso in Seconda Divisione.
Regolamento:
Due punti a vittoria, uno a pareggio, zero a sconfitta.
Pari merito in caso di pari punti.
Verdetti:
- Gaviratese, Biumense, Malnatese e Cairatese sono ammesse alla nuova Promozione Regionale.

## Girone H

### Squadre partecipanti
| Squadra          | Città (provincia)             | Stagione precedente |
| ---------------- | ----------------------------- | ------------------- |
| U.S. Arconatese  | Arconate (MI)                 |                     |
| U.S. Arnatese    | Arnate di Gallarate (VA)      |                     |
| U.S. Arlunese    | Arluno (MI)                   |                     |
| Aurora A.C.L.I.  | Villa Cortese (MI)            |                     |
| U.S. Boffalorese | Boffalora sopra Ticino (MI)   |                     |
| U.S. Borsanese   | Borsano di Busto Arsizio (VA) |                     |
| U.S. Buscatese   | Buscate (MI)                  |                     |
| U.S. Bustese     | Busto Garolfo (MI)            |                     |
| U.S. Capuana     | Villa Cortese (MI)            |                     |
| U.S. Castano     | Castano Primo (MI)            |                     |
| S.S. Cuggiono    | Cuggiono (MI)                 |                     |
| U.S. Inveruno    | Inveruno (MI)                 |                     |
| U.S. Sanmacarese | San Macario di Samarate (VA)  |                     |
| A.S. Solbiatese  | Solbiate Arno (VA)            |                     |
| U.S. Turbighese  | Turbigo (MI)                  |                     |

### Classifica finale
|  | Pos. | Squadra | Pt | G  | V | N | P | GF | GS | DR |
|  | ---- | ------- | -- | -- | - | - | - | -- | -- | -- |
|  | 1.   | Bustese | .. | 28 | . | . | . | .  | .  | .  |
|  | 2.   | ???     | .. | 28 | . | . | . | .  | .  | .  |
|  | 3.   | ???     | .. | 28 | . | . | . | .  | .  | .  |
|  | 4.   | ???     | .. | 28 | . | . | . | .  | .  | .  |
|  | 5.   | ???     | .. | 28 | . | . | . | .  | .  | .  |
|  | 6.   | ???     | .. | 28 | . | . | . | .  | .  | .  |
|  | 7.   | ???     | .. | 28 | . | . | . | .  | .  | .  |
|  | 8.   | ???     | .. | 28 | . | . | . | .  | .  | .  |
|  | 9.   | ???     | .. | 28 | . | . | . | .  | .  | .  |
|  | 10.  | ???     | .. | 28 | . | . | . | .  | .  | .  |
|  | 11.  | ???     | .. | 28 | . | . | . | .  | .  | .  |
|  | 12.  | ???     | .. | 28 | . | . | . | .  | .  | .  |
|  | 13.  | ???     | .. | 28 | . | . | . | .  | .  | .  |
|  | 14.  | ???     | .. | 28 | . | . | . | .  | .  | .  |
|  | 15.  | ???     | .. | 28 | . | . | . | .  | .  | .  |

Legenda:
      Ammesso alle finali per il titolo regionale.
  Ammesso alla nuova Promozione Regionale.
      Retrocesso in Seconda Divisione.
Regolamento:
Due punti a vittoria, uno a pareggio, zero a sconfitta.
Pari merito in caso di pari punti.
Verdetti:
- Bustese, Arlunese, Castano Primo e Inveruno sono ammesse alla nuova Promozione Regionale.

## Girone I

### Squadre partecipanti
| Squadra                          | Città (provincia)   | Stagione precedente |
| -------------------------------- | ------------------- | ------------------- |
| Pol. Virtus G.S.I. Abbiategrasso | Abbiategrasso (MI)  |                     |
| A.C. Milanese Romana             | Milano              |                     |
| A.C.C.L. Alfa Romeo              | Milano-Villapizzone |                     |
| S.S. Aurora                      | Vigevano (PV)       |                     |
| G.S. Bareggese                   | Bareggio (MI)       |                     |
| S.S. Casoratese                  | Casorate Primo (PV) |                     |
| U.S. Cassolese                   | Cassolnovo (PV)     |                     |
| U.S. Corsico                     | Corsico (MI)        |                     |
| Iris Baggio                      | Milano              |                     |
| U.S. Lacchiarella                | Lacchiarella (MI)   |                     |
| G.S. Magazzini Standa            | Milano-Bovisa       |                     |
| A.C. Minerva                     | Milano              |                     |
| U.S. Mottese                     | Motta Visconti (MI) |                     |
| F.C. Rosatese                    | Rosate (MI)         |                     |
| C.S. Vittuone                    | Vittuone (MI)       |                     |

### Classifica finale
|  | Pos. | Squadra              | Pt | G  | V | N | P | GF | GS | DR |
|  | ---- | -------------------- | -- | -- | - | - | - | -- | -- | -- |
|  | 1.   | Mottese              | ?? | 28 |   |   |   |    |    |    |
|  | 2.   | Alfa Romeo           | ?? | 28 |   |   |   |    |    |    |
|  | 3.   | Magazzini Standa     | ?? | 28 |   |   |   |    |    |    |
|  | 4.   | Corsico              | ?? | 28 |   |   |   |    |    |    |
|  | 5.   | ???                  | ?? | 28 |   |   |   |    |    |    |
|  | 6.   | ???                  | ?? | 28 |   |   |   |    |    |    |
|  | 7.   | ???                  | ?? | 28 |   |   |   |    |    |    |
|  | 8.   | ???                  | ?? | 28 |   |   |   |    |    |    |
|  | 9.   | ???                  | ?? | 28 |   |   |   |    |    |    |
|  | 10.  | ???                  | ?? | 28 |   |   |   |    |    |    |
|  | 11.  | ???                  | ?? | 28 |   |   |   |    |    |    |
|  | 12.  | ???                  | ?? | 28 |   |   |   |    |    |    |
|  | 13.  | ???                  | ?? | 28 |   |   |   |    |    |    |
|  | 14.  | ???                  | ?? | 28 |   |   |   |    |    |    |
|  | --   | Virtus Abbiategrasso | ?? | 28 |   |   |   |    |    |    |

Legenda:
      Ammesso alle finali per il titolo regionale.
  Ammesso alla nuova Promozione Regionale.
      Retrocesso in Seconda Divisione.
 Non iscritto la stagione successiva.
Regolamento:
Due punti a vittoria, uno a pareggio, zero a sconfitta.
Pari merito in caso di pari punti.
Note:
Virtus G.S.I. Abbiategrasso, retrocesso, rinuncia al campionato.

## Girone L

### Squadre partecipanti
| Squadra                      | Città (provincia)          | Stagione precedente |
| ---------------------------- | -------------------------- | ------------------- |
| S.S. Amatori Calcio Gragnano | Gragnano Trebbiense (PC)   |                     |
| A.C. Aquilotti               | Pavia                      |                     |
| A.S. Bronese                 | Broni (PV)                 |                     |
| U.S. Castelnovese            | Castelnuovo Scrivia (AL)   |                     |
| A.C. Derthona                | Tortona (AL)               |                     |
| S.C. Lungavilla              | Lungavilla (PV)            |                     |
| U.S. Melegnanese             | Melegnano (MI)             |                     |
| S.S. Olubra                  | Castel San Giovanni (PC)   |                     |
| A.C. Pro Piacenza            | Piacenza                   |                     |
| C.R.A.L. Redaelli            | Milano-Rogoredo            |                     |
| Pol. Rivergarese             | Rivergaro (PC)             |                     |
| A.S. Sant'Angelo             | Sant'Angelo Lodigiano (MI) |                     |
| U.S. Sangiulianese           | San Giuliano Milanese (MI) |                     |
| U.S. San Rocco               | San Rocco al Porto (MI)    |                     |
| S.G. Stradellina             | Stradella (PV)             |                     |

### Classifica finale
|  | Pos. | Squadra               | Pt | G  | V  | N | P  | GF | GS | DR  |
|  | ---- | --------------------- | -- | -- | -- | - | -- | -- | -- | --- |
|  | 1.   | Rivergarese           | 43 | 28 | 19 | 5 | 4  | 75 | 32 | +43 |
|  | 1.   | Sangiulianese         | 43 | 28 | 19 | 5 | 4  | 62 | 30 | +32 |
|  | 3.   | Castelnovese          | 41 | 28 | 18 | 5 | 5  | 66 | 35 | +31 |
|  | 4.   | Melegnanese           | 36 | 28 | 14 | 8 | 6  | 55 | 34 | +21 |
|  | 5.   | San Rocco             | 35 | 28 | 13 | 9 | 6  | 57 | 37 | +20 |
|  | 6.   | Derthona              | 30 | 28 | 12 | 6 | 10 | 45 | 43 | +2  |
|  | 7.   | Pro Piacenza          | 28 | 28 | 11 | 6 | 11 | 69 | 51 | +18 |
|  | 7.   | Sant'Angelo           | 28 | 28 | 12 | 4 | 12 | 61 | 52 | +9  |
|  | 9.   | Stradellina           | 27 | 28 | 9  | 9 | 10 | 42 | 51 | -9  |
|  | 10.  | Bronese               | 23 | 28 | 8  | 7 | 13 | 47 | 62 | -15 |
|  | 10.  | Redaelli              | 23 | 28 | 9  | 5 | 14 | 40 | 61 | -21 |
|  | 12.  | Amatori Gragnano (-1) | 20 | 28 | 8  | 5 | 15 | 47 | 66 | -19 |
|  | 13.  | Lungavilla (-1)       | 16 | 28 | 8  | 1 | 19 | 35 | 82 | -47 |
|  | 13.  | Olubra (-2)           | 16 | 28 | 6  | 6 | 16 | 47 | 69 | -22 |
|  | 15.  | Aquilotti             | 7  | 28 | 2  | 3 | 23 | 29 | 72 | -43 |

Legenda:
      Ammesso alle finali per il titolo regionale.
  Ammesso alla nuova Promozione Regionale.
      Retrocesso in Seconda Divisione.
Regolamento:
Due punti a vittoria, uno a pareggio, zero a sconfitta.
Pari merito in caso di pari punti.
Note:
Amatori Calcio Gragnano e Lungavilla hanno scontato un punto di penalizzazione in classifica per una rinuncia.
Olubra ha scontato due punti di penalizzazione in classifica per due rinunce.

## Girone M

### Squadre partecipanti
| Squadra               | Città (provincia)       | Stagione precedente |
| --------------------- | ----------------------- | ------------------- |
| U.S. Asolana          | Asola (MN)              |                     |
| U.S. Casalese         | Casalmaggiore (CR)      |                     |
| U.S. Folgore Piadena  | Piadena (CR)            |                     |
| U.S. Gussolese        | Gussola (CR)            |                     |
| C.R.A.L. Montecatini  | Milano                  |                     |
| A.S. Orceana          | Orzinuovi (BS)          |                     |
| E.N.A.L. G.S. Ostiano | Ostiano (CR)            |                     |
| U.S. Pergolettese     | Crema (CR)              |                     |
| S.S. Pandino          | Pandino (CR)            |                     |
| A.S. La Paullese      | Paullo (MI)             |                     |
| U.S. Pizzighettonese  | Pizzighettone (CR)      |                     |
| S.C. Pozzuolo         | Pozzuolo Martesana (MI) |                     |
| A.S. Rivoltana        | Rivolta d'Adda (CR)     |                     |
| U.S. Soncinese        | Soncino (CR)            |                     |
| A.S. Terzo Compiani   | Cremona                 |                     |

### Classifica finale
|  | Pos. | Squadra         | Pt       | G  | V  | N | P  | GF | GS | DR |
|  | ---- | --------------- | -------- | -- | -- | - | -- | -- | -- | -- |
|  | 1.   | Pizzighettonese | 42       | 26 | 19 | 4 | 3  |    |    |    |
|  | 2.   | Casalese        | 35       | 26 | 15 | 5 | 6  |    |    |    |
|  | 3.   | Soncinese       | 32       | 26 | 14 | 4 | 8  |    |    |    |
|  | 3.   | Orceana         | 32       | 25 | 14 | 4 | 7  |    |    |    |
|  | 5.   | Pergolettese    | 31       | 26 | 12 | 7 | 7  |    |    |    |
|  | 5.   | Rivoltana       | 31       | 26 | 12 | 7 | 7  |    |    |    |
|  | 7.   | Asolana         | 27       | 24 | 11 | 5 | 8  |    |    |    |
|  | 8.   | Gussolese       | 25       | 25 | 9  | 7 | 9  |    |    |    |
|  | 9.   | Pandino         | 23       | 25 | 10 | 3 | 12 |    |    |    |
|  | 10.  | La Paullese     | 21       | 24 | 8  | 5 | 11 |    |    |    |
|  | 11.  | Folgore Piadena | 17       | 25 | 5  | 7 | 13 |    |    |    |
|  | 11.  | Terzo Compiani  | 17       | 26 | 6  | 5 | 15 |    |    |    |
|  | 13.  | Pozzuolo        | 15       | 25 | 6  | 3 | 16 |    |    |    |
|  | 14.  | Ostiano         | 6        | 25 | 2  | 2 | 21 |    |    |    |
|  | --   | Montecatini     | Ritirato |    |    |   |    |    |    |    |

Legenda:
      Ammesso alle finali per il titolo regionale.
  Ammesso alla nuova Promozione Regionale.
      Retrocesso in Seconda Divisione.
 Non iscritto la stagione successiva.
Regolamento:
Due punti a vittoria, uno a pareggio, zero a sconfitta.
Pari merito in caso di pari punti.
Note:
Classifica incompleta, mancano alcuni incontri di recupero non documentati.

## Girone N

### Squadre partecipanti
| Squadra                        | Città (provincia)        | Stagione precedente |
| ------------------------------ | ------------------------ | ------------------- |
| S.S. Audace Arese              | Arese (MI)               |                     |
| U.S. Barlassina                | Barlassina (MI)          |                     |
| U.S. Bollatese                 | Bollate (MI)             |                     |
| G.S. Bovisio Masciago          | Bovisio Masciago (MI)    |                     |
| U.S. Caronnese                 | Caronno Pertusella (VA)  |                     |
| A.C. Cesano Maderno            | Cesano Maderno (MI)      |                     |
| G.C. Costanza                  | Cinisello Balsamo (MI)   |                     |
| A.S. Garbagnatese              | Garbagnate Milanese (MI) |                     |
| S.S. Lainatese                 | Lainate (MI)             |                     |
| A.C. Limbiate                  | Limbiate (MI)            |                     |
| U.S. Nervianese                | Nerviano (MI)            |                     |
| U.S. Novatese                  | Novate Milanese (MI)     |                     |
| F.C. Rhodense                  | Rho (MI)                 |                     |
| A.S. Seveso San Pietro Martire | Seveso (MI)              |                     |
| F.C. Snia Viscosa              | Varedo (MI)              |                     |

### Classifica finale
|  | Pos. | Squadra      | Pt | G  | V | N | P | GF | GS | DR |
|  | ---- | ------------ | -- | -- | - | - | - | -- | -- | -- |
|  | 1.   | Snia Viscosa | 42 | 28 |   |   |   |    |    |    |
|  | 2.   | ???          | ?? | 28 |   |   |   |    |    |    |
|  | 3.   | ???          | ?? | 28 |   |   |   |    |    |    |
|  | 4.   | ???          | ?? | 28 |   |   |   |    |    |    |
|  | 5.   | ???          | ?? | 28 |   |   |   |    |    |    |
|  | 6.   | ???          | ?? | 28 |   |   |   |    |    |    |
|  | 7.   | ???          | ?? | 28 |   |   |   |    |    |    |
|  | 8.   | ???          | ?? | 28 |   |   |   |    |    |    |
|  | 9.   | ???          | ?? | 28 |   |   |   |    |    |    |
|  | 10.  | ???          | ?? | 28 |   |   |   |    |    |    |
|  | 11.  | ???          | ?? | 28 |   |   |   |    |    |    |
|  | 12.  | ???          | ?? | 28 |   |   |   |    |    |    |
|  | 13.  | ???          | ?? | 28 |   |   |   |    |    |    |
|  | 14.  | ???          | ?? | 28 |   |   |   |    |    |    |
|  | 15.  | ???          | ?? | 28 |   |   |   |    |    |    |

Legenda:
      Ammesso alle finali per il titolo regionale.
  Ammesso alla nuova Promozione Regionale.
      Retrocesso in Seconda Divisione.
Regolamento:
Due punti a vittoria, uno a pareggio, zero a sconfitta.
Pari merito in caso di pari punti.
Verdetti:
- SNIA Viscosa, Rhodense, Novatese e Cesano Maderno sono ammesse alla nuova Promozione Regionale.

## Girone O

### Squadre partecipanti
| Squadra                   | Città (provincia)       | Stagione precedente |
| ------------------------- | ----------------------- | ------------------- |
| E.N.A.L. Breda            | Sesto San Giovanni (MI) |                     |
| U.S. Carabelli Lanfranchi | Milano                  |                     |
| C.R.S. Carlo Merli        | Milano                  |                     |
| A.S.C. Cinisello          | Cinisello Balsamo (MI)  |                     |
| G.S. Falck                | Sesto San Giovanni (MI) |                     |
| Half 1919 F.B.C.          | Milano                  |                     |
| U.S. Niguardese           | Milano-Niguarda         |                     |
| Pol. Novelli Conquista    | Milano                  |                     |
| S.C. Ortofrigor           | Milano                  |                     |
| Soc. Pro Gorla            | Milano                  |                     |
| S.S. Franco Scarioni      | Milano                  |                     |
| U.S. Speranza             | Milano                  |                     |
| S.S. Sanrocchese          | San Rocco di Monza (MI) |                     |
| A.C. Stelvio              | Milano                  |                     |

### Classifica finale
|  | Pos. | Squadra   | Pt | G  | V | N | P | GF | GS | DR |
|  | ---- | --------- | -- | -- | - | - | - | -- | -- | -- |
|  | 1.   | Cinisello | ?? | 26 |   |   |   |    |    |    |
|  | 2.   | ???       | ?? | 26 |   |   |   |    |    |    |
|  | 3.   | ???       | ?? | 26 |   |   |   |    |    |    |
|  | 4.   | ???       | ?? | 26 |   |   |   |    |    |    |
|  | 5.   | ???       | ?? | 26 |   |   |   |    |    |    |
|  | 6.   | ???       | ?? | 26 |   |   |   |    |    |    |
|  | 7.   | ???       | ?? | 26 |   |   |   |    |    |    |
|  | 8.   | ???       | ?? | 26 |   |   |   |    |    |    |
|  | 9.   | ???       | ?? | 26 |   |   |   |    |    |    |
|  | 10.  | ???       | ?? | 26 |   |   |   |    |    |    |
|  | 11.  | ???       | ?? | 26 |   |   |   |    |    |    |
|  | 12.  | ???       | ?? | 26 |   |   |   |    |    |    |
|  | 13.  | Falck     | ?? | 26 |   |   |   |    |    |    |
|  | 14.  | ???       | ?? | 26 |   |   |   |    |    |    |

Legenda:
      Ammesso alle finali per il titolo regionale.
  Ammesso alla nuova Promozione Regionale.
      Retrocesso in Seconda Divisione.
 Non iscritto la stagione successiva.
Regolamento:
Due punti a vittoria, uno a pareggio, zero a sconfitta.
Pari merito in caso di pari punti.
Note:
La Falck di Sesto San Giovanni cessa l'attività a fine stagione.
Verdetti:
- Cinisello, Franco Scarioni, Sanrocchese e Niguardese sono ammesse alla nuova Promozione Regionale.

## Finali per il titolo regionale

### Ulteriori qualificazioni
Le tredici quarte si giocarono le qualificazioni.
L'esito delle qualificazioni fu confrontato, secondo regolamento, con gli esiti del sovrastante campionato di Promozione dal quale alla fine retrocedettero 29 club lombardi. Perciò furono ben dodici su tredici le quarte classificate a essere ammesse alle qualificazioni.

### Libri
- Annuario degli Enti Federali e delle Società 1951-1952, F.I.G.C. Roma (1952) conservato presso:
  - tutti i Comitati Regionali F.I.G.C.-L.N.D.:
  - la Lega Nazionale Professionisti;
  - la Biblioteca Nazionale Centrale di Firenze;
  - Biblioteca Nazionale Centrale di Roma.
- Pietro Serina, Bergamo in campo 1905-1994 : il nostro calcio, i suoi numeri, Zanica (BG), L'Impronta Edizioni.

### Giornali
- La Gazzetta dello Sport, stagione 1951-1952, consultabile presso le Biblioteche:
  - Biblioteca Civica di Torino;
  - Biblioteca Nazionale Braidense di Milano,
  - Biblioteca Nazionale Centrale di Firenze,
  - Biblioteca Nazionale Centrale di Roma,
  - Biblioteca Civica Berio di Genova,
  - e presso Emeroteca del C.O.N.I. di Roma (non è online ma è da consultare in sede).
- Tuttosport, consultabile presso la Biblioteca Civica di Torino.
- Il Paese Sportivo, edizione Lombarda, consultabile presso la Biblioteca Nazionale Braidense di Milano.